# Danh sách bảo tàng ở Seoul
Có hơn 100 bảo tàng ở Seoul.

## Bảo tàng quốc gia
| Bảo tàng                                           | Tên tiếng Hàn  | Địa điểm                         | Ghi chú               | Liên kết                                            |
| -------------------------------------------------- | -------------- | -------------------------------- | --------------------- | --------------------------------------------------- |
| Bảo tàng dân gian quốc gia Hàn Quốc                | 국립민속박물관 | Samcheongdong-gil 35, Jongno-gu  | Nằm gần Gyeongbokgung | Lưu trữ ngày 1 tháng 7 năm 2007 tại Wayback Machine |
| Bảo tàng quốc gia Hàn Quốc                         | 국립중앙박물관 | phường Yongsan, Yongsan-gu       |                       |                                                     |
| Bảo tàng cung điện quốc gia Hàn Quốc               | 국립고궁박물관 | Sajikno 34 (Sejongno), Jongno-gu | Nằm gần Gyeongbokgung |                                                     |
| Bảo tàng nghệ thuật quốc gia đương đại và hiện đại |                |                                  |                       |                                                     |

## Viện bảo tàng thành phố
| Bảo tàng                                | Tên tiếng Hàn             | Địa điểm                                                                                                  | Ghi chú | Liên kết                                              |
| --------------------------------------- | ------------------------- | --- | ------- | ----------------------------------------------------- |
| Bảo tàng Heojun                         | 허준박물관                | Gayang 2-dong, Gangseo-gu                                                                                 |         |                                                       |
| Global Village Folk Museum              | 지구촌 민속교육박물관     | F2 ~3 Seoul Education Research & Information Institute, 112 Sowol-ro (100-177 1ga Hoehyeon-dong), Jung-gu |         |                                                       |
| SeMa GyeongHuiGung                      | 서울시립미술관 경희궁분관 | 2-1, Sinmunno 2-ga, Jongno-gu                                                                             |         | Lưu trữ ngày 18 tháng 12 năm 2007 tại Wayback Machine |
| SeMa NamSeoul                           | 서울시립미술관 남서울분관 | 1059-13 Namhyeon-dong, Gwanak-gu                                                                          |         | Lưu trữ ngày 18 tháng 12 năm 2007 tại Wayback Machine |
| Bảo tàng lịch sử tự nhiên Seodaemun     | 서대문 자연사박물관       | San 5-58 Yeonhui-3 dong, Seodaemun-gu                                                                     |         |                                                       |
| Bảo tàng giáo dục Seoul                 | 서울교육사료관            | 19 Bukchon-gil (2 Hwa-dong), Jongno-gu                                                                    |         | Lưu trữ ngày 9 tháng 8 năm 2003 tại Wayback Machine   |
| Bảo tàng nghệ thuật Seoul (SeMa)        | 서울시립미술관            | Misulgwan-gil 30 (Seosomun-dong 37), Jung-gu                                                              |         | Lưu trữ ngày 10 tháng 12 năm 2007 tại Wayback Machine |
| Bảo tàng lịch sử Seoul                  | 서울역사박물관            | 2-1 Sinmunno 1-ga, Jongno-gu                                                                              |         |                                                       |
| Đài tưởng niệm chiến tranh của Hàn Quốc | 전쟁기념관                | 1ga-8 Yongsan-dong, Yongsan-gu                                                                            |         | Lưu trữ ngày 7 tháng 12 năm 1998 tại Wayback Machine  |

## Bảo tàng tư nhân
| Bảo tàng                                              | Tên tiếng Hàn           | Địa điểm - Dong                            | Địa điểm - Gu | Trang chủ                                                                             |
| ----------------------------------------------------- | ----------------------- | ------------------------------------------ | ------------- | ------------------------------------------------------------------------------------- |
| The Abaham Park Kenneth Vine Collection               | 평강성서박물관          | Oryu 2-dong                                | Guro-gu       |                                                                                       |
| Artsonje Center                                       | 아트선재센터            | Sogyeok-dong                               | Jongno-gu     |                                                                                       |
| Art Center Nabi                                       | 아트센터나비            | Seorin-dong                                | Jongno-gu     |                                                                                       |
| Bảo tàng ngân hàng Hàn Quốc                           | 한국은행 화페금융박물관 | 110 Namdaemunno 3-ga                       | Jung-gu       | Lưu trữ ngày 19 tháng 2 năm 2015 tại Wayback Machine                                  |
| Bảo tàng nghệ thuật Bukchon                           | 북촌미술관              | 1F, Jamiwon Building, 170-12 Gahoe-dong    | Jongno-gu     |                                                                                       |
| Chiwoo Craft Museum                                   | 치우금속공예관          | 610-11 Umyeon-dong                         | Seocho-gu     | Lưu trữ ngày 26 tháng 6 năm 2011 tại Wayback Machine                                  |
| Bảo tàng tài chính Chohong                            |                         |                                            |               | [ liên kết hỏng ]                                                                     |
| Chojun Textile & Quilt Art Museum                     | 초전섬유퀼트박물관      | F1. Jeil Cultural Center, 1-20 Namsan-dong | Jung-gu       | Lưu trữ ngày 26 tháng 12 năm 2007 tại Wayback Machine                                 |
| Coreana Cosmetic Museum                               |                         |                                            |               |                                                                                       |
| Dosan Ahn Chang-ho Memorial Hall                      |                         |                                            |               | Lưu trữ ngày 14 tháng 10 năm 2006 tại Wayback Machine                                 |
| Bảo tàng Gahoe                                        | 가회박물관              | Gahoe-dong                                 | Jongno-gu     | Lưu trữ ngày 26 tháng 10 năm 2008 tại Wayback Machine                                 |
| Global Village Folk Museum                            | 지구촌민속박물관        |                                            |               | Lưu trữ ngày 28 tháng 12 năm 2018 tại Wayback Machine                                 |
| The Han Sang Soo Embroidery Museum                    | 한상수 자수박물관       | Gahoe-dong                                 | Jongno-gu     | [email:kembroidery@empal.com]                                                         |
| Bảo tàng khoa học Hanul                               | 한얼박물관              |                                            |               | Lưu trữ ngày 29 tháng 3 năm 2009 tại Wayback Machine                                  |
| Bảo tàng nghệ thuật Hanwon                            |                         |                                            |               | Lưu trữ ngày 29 tháng 3 năm 2008 tại Wayback Machine                                  |
| Bảo tàng Horim                                        | 호림박물관              | Sillim-dong                                | Gwanak-gu     |                                                                                       |
| Bảo tàng Hwajeong                                     | 화정박물관              | Pyeongchang-dong                           | Jongno-gu     |                                                                                       |
| Bảo tàng nghệ thuật Ilmin                             | 일민미술관              |                                            | Jongno-gu     |                                                                                       |
| Bảo tàng ImageRoot                                    |                         |                                            |               |                                                                                       |
| Jeoldu-san Memorial Shrine                            | 절두산                  | Hapjeong-dong                              | Mapo-gu       |                                                                                       |
| Kimchi Field Museum                                   | 김치박물관              | Samseong-dong                              | Gangnam-gu    | Lưu trữ ngày 29 tháng 6 năm 2015 tại Wayback Machine                                  |
| The Kim Koo Museum                                    | 백범기념관              | Hyochang-dong                              | Yongsan-gu    |                                                                                       |
| Korea Racing Association Equine Museum                |                         |                                            |               | http://www.kra.co.kr                                                                  |
| Kobaco - Korean Broadcasting and Advertisement Museum | 한국광고박물관          | Sinchon-dong                               | Songpa-gu     | Lưu trữ ngày 23 tháng 7 năm 2013 tại Wayback Machine                                  |
| Korea Furniture Museum                                |                         |                                            |               |                                                                                       |
| Korean Magazine Museum                                |                         |                                            |               | http://www.kmpa.or.kr Lưu trữ ngày 6 tháng 5 năm 2008 tại Wayback Machine             |
| Korea Museum of Modern Costume                        |                         |                                            |               | http://www.kjfashion.com                                                              |
| Kumho Museum of Art                                   |                         |                                            |               | http://www.kumhomuseum.com                                                            |
| Leeum, Samsung Museum of Art                          |                         | Itaewon                                    | Yongsan-gu    | http://www.leeum.org                                                                  |
| Lotte World Folk Museum                               |                         |                                            |               |                                                                                       |
| Milal Museum of Art                                   |                         |                                            |               | http://www.mfm.or.kr Lưu trữ ngày 9 tháng 2 năm 2012 tại Wayback Machine              |
| Mokin Museum                                          |                         |                                            |               |                                                                                       |
| Bảo tàng nghệ thuật, đại học quốc gia Seoul           |                         |                                            |               | http://www.snumoa.org/                                                                |
| Museum of Korean Buddhist Art                         |                         | Wonseo-dong                                | Jongno-gu     | http://www.buddhistmuseum.co.kr Lưu trữ ngày 7 tháng 7 năm 2017 tại Wayback Machine   |
| Museum of Korean Embroidery                           |                         |                                            |               | http://www.bojagii.com Lưu trữ ngày 4 tháng 3 năm 2014 tại Wayback Machine            |
| Museum of Korean Modern Literature                    |                         | Jangchung-dong                             | Jung-gu       | http://www.kmlm.or.kr Lưu trữ ngày 17 tháng 1 năm 2012 tại Wayback Machine            |
| Museum of Korea Straw and Plants Handicraft           |                         | Myeongnyun-dong                            | Jongno-gu     | http://www.zipul.co.kr Lưu trữ ngày 10 tháng 11 năm 2010 tại Wayback Machine          |
| The Museum of Medicine                                |                         |                                            |               | http://www.medicalmuseum.org                                                          |
| The Museum of Photography, Seoul                      |                         | Bangi-dong                                 | Songpa-gu     | http://www.photomuseum.or.kr                                                          |
| Nonghyup Agricultural Museum                          |                         |                                            |               | http://nature.nonghyup.com Lưu trữ ngày 16 tháng 10 năm 2007 tại Wayback Machine      |
| Lock Museum                                           | 쇳대박물관              | 187-8, Dongsoong-dong, Jongro-gu           | Jongro-gu     | http://www.lockmuseum.org Lưu trữ ngày 23 tháng 3 năm 2004 tại Wayback Machine        |
| Onggi Folk Museum                                     | 옹기민속박물관          | Ssangmun 1-dong                            | Dobong-gu     | http://www.onggimuseum.org                                                            |
| Paper Art Museum                                      |                         |                                            |               | http://www.jongiejupgi.or.kr                                                          |
| Posco Art Museum                                      |                         |                                            |               |                                                                                       |
| Presseum                                              |                         | Sejongno                                   | Jongno-gu     | http://www.presseum.or.kr                                                             |
| Rodin Gallery                                         |                         | Taepyeongno 2-ga                           | Joong-gu      | http://www.rodingallery.org                                                           |
| Samseong Museum of Publishing                         |                         |                                            |               | http://www.ssmop.org                                                                  |
| Savina Museum                                         |                         | Anguk-dong                                 | Jongno-gu     | http://www.savinamuseum.com                                                           |
| Seokbong Ceramic Museum                               |                         |                                            |               | http://www.dogong.net                                                                 |
| Seonbawi Museum of Art                                |                         |                                            |               | http://www.seonbawi.com                                                               |
| Seoul Olympic Museum                                  |                         |                                            |               | http://www.seoulolympicmuseum.com Lưu trữ ngày 3 tháng 3 năm 2021 tại Wayback Machine |
| Seoul Olympic Art Museum                              |                         |                                            |               | http://www.artmuseum.or.kr Lưu trữ ngày 17 tháng 12 năm 2003 tại Wayback Machine      |
| Seoul Art Center                                      | 예술의 전당             | Seocho-dong                                | Seocho-gu     | http://www.sac.or.kr                                                                  |
| Seoul Arts Center Hangaram Design Museum              |                         |                                            | Seocho-gu     | http://www.designgallery.or.kr Lưu trữ ngày 14 tháng 12 năm 2007 tại Wayback Machine  |
| Sungkok Art Museum                                    | 성곡미술관              |                                            | Jongno-gu     | http://www.sungkokmuseum.com Lưu trữ ngày 28 tháng 2 năm 2014 tại Wayback Machine     |
| Simone Handbag Museum                                 |                         |                                            | Gangnam-gu    | http://simonehandbagmuseum.co.kr                                                      |
| Sungkok Art Museum                                    |                         |                                            | Jongno-gu     | http://www.sungkokmuseum.com Lưu trữ ngày 28 tháng 2 năm 2014 tại Wayback Machine     |
| Sung Am Archives of Classical Literature              |                         |                                            |               |                                                                                       |
| Tibet Museum                                          | 티벳박물관              | Sogyeok-dong                               | Jongno-gu     | http://www.tibetmuseum.co.kr Lưu trữ ngày 4 tháng 12 năm 2007 tại Wayback Machine     |
| Total Museum of Contemporary Art                      |                         | Pyeongchang-dong                           | Jongno-gu     | http://www.totalmuseum.org                                                            |
| Tteok & Kitchen Utensil Museum                        | 떡•부엌살림 박물관      | Waryong-dong                               | Jongno-gu     | http://www.tkmuseum.or.kr                                                             |
| Ultra Architecture Museum                             |                         |                                            |               | http://www.ultramuseum.com                                                            |
| Whanki Museum                                         | 환기미술관              | Buam-dong                                  | Jongno-gu     | http://www.whankimuseum.org                                                           |
| Woori Bank Museum                                     |                         |                                            |               | http://www.woorimuseum.com                                                            |
| World Jewellery Museum                                |                         |                                            |               | http://wjmuseum.com                                                                   |
| YoungIn Museum of Literature                          |                         | Pyeongchang-dong                           | Jongno-gu     | http://www.youngin.org                                                                |
| Trickeye Museum                                       | 트릭아이 미술관         | Seogyo-dong                                | Mapo-gu       | http://www.trickeye.co.kr                                                             |